# Toxostoma
Toxostoma is een geslacht van zangvogels uit de familie spotlijsters (Mimidae).

## Soorten
Het geslacht kent de volgende soorten:
- Toxostoma bendirei  –  Cactusspotlijster
- Toxostoma cinereum  –  Grijze spotlijster
- Toxostoma crissale  –  Roodbuikspotlijster
- Toxostoma curvirostre  –  Krombekspotlijster
- Toxostoma guttatum  –  Cozumelspotlijster
- Toxostoma lecontei  –  Woestijnspotlijster
- Toxostoma longirostre  –  Langsnavelspotlijster
- Toxostoma ocellatum  –  Gevlekte spotlijster
- Toxostoma redivivum  –  Californische spotlijster
- Toxostoma rufum  –  Rosse spotlijster